# Alice Oswald
Alice Oswald (* 31. August 1966 in Reading, Berkshire) ist eine britische Dichterin.

## Leben und Werk
Alice Oswald studierte Klassische Philologie am New College, Oxford. Nach Beendigung ihres Studiums arbeitete sie einige Jahre als Gärtnerin. Sie ist mit dem britischen Dramatiker Peter Oswald verheiratet und lebt mit ihm und den gemeinsamen Kindern in Totnes.
Ihre erste Gedichtsammlung The Thing in the Gap-Stone Stile erschien 1996 und wurde mit dem Forward Poetry Prize für das beste Debüt ausgezeichnet. Für ihren zweiten Band Dart (2002), der die Geschichte des gleichnamigen Flusses aus unterschiedlichen Perspektiven erzählt, erhielt sie 2002 den T.S. Eliot Prize. Es folgten Woods (2005), ausgezeichnet mit dem Geoffrey Faber Memorial Prize. Die Sammlung Weeds and Wildflowers wurde im Jahr 2009 mit dem Ted Hughes Award ausgezeichnet.
Den renommierten Hawthornden-Preis gewann Oswald 2010 für ihr Werk A Sleepwalk on the Severn. Ihr Buch Memorial stammt aus dem Jahr 2011 und ist Homers Ilias nachempfunden. Im Zentrum stehen hierbei die Schicksale der einfachen Soldaten und nicht die der Götter und Heroen. Sie bezeichnet es selbst als „excavation of the Ilias“. Für die innovative Form und Bildsprache dieses Werks erhielt sie 2013 als erste Dichterin den Warwick Prize for Writing. Für Falling Awake wurde sie 2016 mit dem Costa Book Award und 2017 mit dem Griffin Poetry Prize ausgezeichnet. Für ihr Buch Nobody erhielt sie 2019 den London Hellenic Prize.
Alice Oswald war im Wintersemester 2015/2016 Samuel-Fischer-Gastprofessorin für Literatur an der Freien Universität Berlin. Von 2019 bis 2023 war sie Oxford Professor of Poetry an der University of Oxford.

## Politische Einstellungen
Im Oktober 2024 gehörte Oswald zu den Unterzeichnern eines Aufrufs zum Boykott israelischer Kulturinstitutionen, „die an der überwältigenden Unterdrückung der Palästinenser mitschuldig sind oder diese stillschweigend beobachtet haben“.

## Werke (Auswahl)
- 46 Minuten im Leben der Dämmerung. Aus dem Englischen von Iain Galbraith und Melanie Walz. S. Fischer, Frankfurt am Main 2018.